# Liste der Autorenbeteiligungen und Produktionen von David Jost
Dies ist eine Übersicht über die Kompositionen und Produktionen des deutschen Komponisten und Musikproduzenten David Jost. Zu berücksichtigen ist, dass Hitmedleys, Remixe, Live-Aufnahmen oder Neuaufnahmen des gleichen Interpreten nicht aufgeführt werden.

## #
| Jahr | Titel                    | Interpret       | Funktion                   |
| ---- | ------------------------ | --------------- | -------------------------- |
| 2008 | 3 Uhr morgens            | Christian Venus | Co-Komponist, Co-Produzent |
| 2003 | 5 Days                   | Patrick Nuo     | Co-Komponist, Co-Produzent |
| 2005 | 17 Tragedy               | Patrick Nuo     | Co-Komponist, Co-Produzent |
| 2007 | 1000 Meere / 1000 Oceans | Tokio Hotel     | Co-Komponist, Co-Produzent |
| 2008 | 10.000 Stücke            | Neil Hickethier | Co-Komponist, Co-Produzent |

## A
| Jahr | Titel                                       | Interpret       | Funktion                   |
| ---- | ------------------------------------------- | --------------- | -------------------------- |
| 2005 | A Night to Remember                         | Patrick Nuo     | Co-Komponist, Co-Produzent |
| 1996 | Afraid of the End                           | Bed & Breakfast | Co-Komponist               |
| 2009 | Alien                                       | Tokio Hotel     | Co-Komponist, Co-Produzent |
| 2005 | Amazing                                     | Patrick Nuo     | Co-Komponist, Co-Produzent |
| 2007 | An deiner Seite (Ich bin da) / By Your Side | Tokio Hotel     | Co-Komponist, Co-Produzent |
| 2004 | Anybody Out There                           | Become One      | Co-Komponist               |
| 2009 | Automatisch / Automatic                     | Tokio Hotel     | Co-Komponist, Co-Produzent |

## B
| Jahr | Titel                            | Interpret              | Funktion                   |
| ---- | -------------------------------- | ---------------------- | -------------------------- |
| 2003 | Be Careful Not to Be Too Careful | Patrick Nuo            | Co-Komponist, Co-Produzent |
| 1998 | Be My Little Baby                | Sqeezer                | Co-Komponist               |
| 2005 | Beautiful                        | Patrick Nuo            | Co-Komponist, Co-Produzent |
| 2015 | Beautiful Now                    | Zedd feat. Jon Bellion | Co-Komponist               |
| 2013 | Bei dir bin ich schön            | 2raumwohnung           | Co-Komponist, Co-Produzent |
| 2005 | Beichte                          | Tokio Hotel            | Co-Komponist, Co-Produzent |
| 2008 | Besser als Liebe                 | Neil Hickethier        | Co-Komponist, Co-Produzent |
| 2007 | Black                            | Tokio Hotel            | Co-Komponist, Co-Produzent |
| 1998 | Boom Boom                        | Sqeezer                | Co-Komponist               |
| 2008 | Brandstifter                     | Christian Venus        | Co-Komponist               |
| 2013 | Bye Bye Bye                      | 2raumwohnung           | Co-Komponist, Co-Produzent |

## C
| Jahr | Titel                 | Interpret       | Funktion                   |
| ---- | --------------------- | --------------- | -------------------------- |
| 2007 | Celebrate Youth       | Patrick Nuo     | Co-Komponist, Co-Produzent |
| 1995 | Christmas without You | Bed & Breakfast | Co-Komponist               |
| 2014 | Come Along            | Marlon Roudette | Co-Komponist               |
| 2014 | Covered in Gold       | Tokio Hotel     | Co-Komponist               |
| 1998 | Crazy                 | Sqeezer         | Co-Komponist               |
| 2003 | Crazy                 | Patrick Nuo     | Co-Komponist, Co-Produzent |

## D
| Jahr | Titel                      | Interpret                                  | Funktion                   |
| ---- | -------------------------- | ------------------------------------------ | -------------------------- |
| 1999 | Deep in My Mind            | Bed & Breakfast                            | Co-Komponist               |
| 2005 | Der letzte Tag / Final Day | Tokio Hotel                                | Co-Komponist, Co-Produzent |
| 2001 | Der Tag                    | Dieter Thomas Kuhn                         | Co-Komponist               |
| 2014 | Do It                      | Selena Gomez                               | Co-Komponist               |
| 2014 | Do It Again                | Madeline Juno                              | Co-Komponist               |
| 1996 | Don’t Take It to Heart     | Bed & Breakfast                            | Komponist                  |
| 1996 | Don’t Turn Around          | Bed & Breakfast                            | Co-Komponist               |
| 2005 | Durch den Monsun / Monsoon | Tokio Hotel                                | Co-Komponist, Co-Produzent |
| 2008 | Durch den Monsun / Monsoon | DJ Stephy (Songtitel: Through the Monsoon) | Co-Komponist               |
| 2008 | Durch den Monsun / Monsoon | The Paris Hotel Jumpers                    | Co-Komponist               |
| 2008 | Durch den Monsun / Monsoon | Vox Angeli                                 | Co-Komponist               |
| 2010 | Durch den Monsun / Monsoon | BBQ                                        | Co-Komponist               |
| 2010 | Durch den Monsun / Monsoon | Gregor Glanz                               | Co-Komponist               |
| 2010 | Durch den Monsun / Monsoon | Scala & Kolacny Brothers                   | Co-Komponist               |
| 2013 | Durch den Monsun / Monsoon | Callejon                                   | Co-Komponist               |

## E
| Jahr | Titel                  | Interpret       | Funktion                   |
| ---- | ---------------------- | --------------- | -------------------------- |
| 2003 | Echoes from Your Heart | Patrick Nuo     | Co-Komponist, Co-Produzent |
| 2013 | Ein neues Gefühl       | 2raumwohnung    | Co-Komponist, Co-Produzent |
| 2005 | Eject My Heart         | Patrick Nuo     | Co-Komponist, Co-Produzent |
| 2005 | Emotionally Connected  | Patrick Nuo     | Co-Komponist               |
| 2013 | Error                  | Madeline Juno   | Co-Komponist               |
| 1995 | Everytime              | Bed & Breakfast | Co-Komponist               |

## F
| Jahr | Titel                         | Interpret                   | Funktion                   |
| ---- | ----------------------------- | --------------------------- | -------------------------- |
| 1996 | Falling in Love               | Bed & Breakfast             | Co-Komponist, Co-Produzent |
| 2005 | Featuring Love                | Patrick Nuo                 | Co-Komponist               |
| 2014 | Feel It All                   | Tokio Hotel                 | Co-Komponist, Co-Produzent |
| 2014 | Feel You                      | Madeline Juno               | Co-Komponist               |
| 2007 | Finally                       | Patrick Nuo                 | Co-Komponist, Co-Produzent |
| 2002 | Fliegen                       | Marlon                      | Co-Komponist               |
| 1995 | Forever My Love               | Bed & Breakfast             | Co-Komponist               |
| 2006 | Frei im freien Fall           | Tokio Hotel                 | Co-Komponist, Co-Produzent |
| 2005 | Freunde bleiben               | Tokio Hotel                 | Co-Komponist, Co-Produzent |
| 2011 | Friends                       | Aura Dione feat. Rock Mafia | Co-Komponist, Co-Produzent |
| 2009 | Für immer jetzt / Forever Now | Tokio Hotel                 | Co-Komponist, Co-Produzent |
| 2008 | Fussballstadion               | Christian Venus             | Co-Komponist, Co-Produzent |

## G
| Jahr | Titel                        | Interpret                                 | Funktion                   |
| ---- | ---------------------------- | ----------------------------------------- | -------------------------- |
| 2005 | Gegen meinen Willen          | Tokio Hotel                               | Co-Komponist, Co-Produzent |
| 2009 | Geisterfahrer / Phantomrider | Tokio Hotel                               | Co-Komponist, Co-Produzent |
| 2011 | Geronimo                     | Aura Dione                                | Co-Komponist, Co-Produzent |
| 2012 | Geronimo                     | Die Schlümpfe (Songtitel: Schlumpfenhaus) | Co-Komponist               |
| 1997 | Get It Right                 | Bed & Breakfast / Mola Adebisi / Sqeezer  | Co-Komponist               |
| 1998 | Get It Right                 | Sqeezer                                   | Co-Komponist               |
| 2014 | Girl Got a Gun               | Tokio Hotel                               | Co-Komponist               |
| 2005 | Girl in the Moon             | Patrick Nuo                               | Co-Komponist, Co-Produzent |
| 2011 | Girls Beautiful              | Bullmeister                               | Co-Komponist, Co-Produzent |
| 2008 | GoGoGo                       | Neil Hickethier                           | Co-Produzent               |
| 2003 | Gone                         | Patrick Nuo                               | Co-Komponist, Co-Produzent |
| 2006 | Goodbye                      | Sasha                                     | Co-Komponist               |

## H
| Jahr | Titel                  | Interpret       | Funktion                   |
| ---- | ---------------------- | --------------- | -------------------------- |
| 2009 | Half a Dream Away      | Blind           | Co-Komponist               |
| 2014 | Hearts Pull            | Marlon Roudette | Co-Komponist               |
| 2007 | Heilig / Sacred        | Tokio Hotel     | Co-Komponist, Co-Produzent |
| 2003 | Here We Come Again     | Patrick Nuo     | Co-Komponist, Co-Produzent |
| 2009 | Hey Du / Hey You       | Tokio Hotel     | Co-Komponist, Co-Produzent |
| 2002 | Hey, Hey, Live It Up!  | Jan Sievers     | Co-Komponist, Co-Produzent |
| 2008 | Hey Liebe              | Neil Hickethier | Co-Komponist, Co-Produzent |
| 2007 | Hilf mir fliegen       | Tokio Hotel     | Co-Komponist, Co-Produzent |
| 2009 | Humanoid               | Tokio Hotel     | Co-Komponist, Co-Produzent |
| 2009 | Hunde / Dogs Unleashed | Tokio Hotel     | Co-Komponist, Co-Produzent |
| 2010 | Hurricanes and Suns    | Tokio Hotel     | Co-Komponist, Co-Produzent |
| 2013 | Hurt Lovers            | Blue            | Co-Komponist               |

## I
| Jahr | Titel                       | Interpret       | Funktion                   |
| ---- | --------------------------- | --------------- | -------------------------- |
| 2003 | I Believe                   | Patrick Nuo     | Co-Komponist, Co-Produzent |
| 2003 | I Can’t Tell                | Patrick Nuo     | Co-Komponist, Co-Produzent |
| 2009 | I Like                      | Keri Hilson     | Co-Komponist, Co-Produzent |
| 1996 | I Will Follow You           | Bed & Breakfast | Co-Komponist               |
| 2005 | Ich bin nich’ ich           | Tokio Hotel     | Co-Komponist, Co-Produzent |
| 2007 | Ich brech aus / Break Away  | Tokio Hotel     | Co-Komponist, Co-Produzent |
| 2008 | Ich hol’ dich da raus       | Neil Hickethier | Co-Komponist, Co-Produzent |
| 2008 | Ich schmeiß’ sie alle raus  | Neil Hickethier | Co-Komponist, Co-Produzent |
| 1995 | If I Could Change the World | Bed & Breakfast | Co-Komponist               |
| 2008 | Immer wieder                | Neil Hickethier | Co-Komponist, Co-Produzent |
| 2008 | In Bewegung bleiben         | Neil Hickethier | Co-Komponist, Co-Produzent |
| 2007 | In die Nacht                | Tokio Hotel     | Co-Komponist, Co-Produzent |
| 1996 | In Your Face (Intro)        | Bed & Breakfast | Co-Komponist               |
| 1996 | In Your Face (Outro)        | Bed & Breakfast | Co-Komponist               |
| 2006 | Instant Karma!              | Tokio Hotel     | Co-Produzent               |
| 2014 | Invaded                     | Tokio Hotel     | Co-Komponist               |

## J
| Jahr | Titel                          | Interpret   | Funktion                   |
| ---- | ------------------------------ | ----------- | -------------------------- |
| 2005 | Jump Right Now                 | Patrick Nuo | Co-Komponist, Co-Produzent |
| 2005 | Jung und nicht mehr jugendfrei | Tokio Hotel | Co-Komponist, Co-Produzent |

## K
| Jahr | Titel                          | Interpret   | Funktion                   |
| ---- | ------------------------------ | ----------- | -------------------------- |
| 2009 | Kampf der Liebe / Pain of Love | Tokio Hotel | Co-Komponist, Co-Produzent |
| 2009 | Komm / Noise                   | Tokio Hotel | Co-Komponist, Co-Produzent |

## L
| Jahr | Titel                                   | Interpret    | Funktion                   |
| ---- | --------------------------------------- | ------------ | -------------------------- |
| 2005 | Lass uns hier raus                      | Tokio Hotel  | Co-Komponist, Co-Produzent |
| 2009 | Lass uns laufen / World Behind My World | Tokio Hotel  | Co-Komponist, Co-Produzent |
| 2005 | Leb’ die Sekunde                        | Tokio Hotel  | Co-Komponist, Co-Produzent |
| 2002 | Liebes Leben                            | Marlon       | Co-Komponist               |
| 2014 | Louder Than Love                        | Tokio Hotel  | Co-Komponist               |
| 2007 | Love                                    | Patrick Nuo  | Co-Komponist, Co-Produzent |
| 2007 | Love Hurts                              | Patrick Nuo  | Co-Produzent               |
| 2014 | Love Who Loves You Back                 | Tokio Hotel  | Co-Komponist               |
| 2013 | Love Will Remember                      | Selena Gomez | Co-Komponist               |

## M
| Jahr | Titel                                             | Interpret          | Funktion                   |
| ---- | ------------------------------------------------- | ------------------ | -------------------------- |
| 2010 | Mädchen aus dem All                               | Tokio Hotel        | Co-Komponist, Co-Produzent |
| 2010 | Master Plan                                       | Adam Lambert       | Co-Komponist               |
| 2007 | Mein Schatten spinnt                              | Kiara Hollatko     | Co-Komponist               |
| 2009 | Menschen suchen Menschen / Human Connect to Human | Tokio Hotel        | Co-Komponist, Co-Produzent |
| 2007 | Mornings Are the Worst                            | Ian O’Brien-Docker | Co-Komponist               |

## N
| Jahr | Titel                            | Interpret        | Funktion                   |
| ---- | -------------------------------- | ---------------- | -------------------------- |
| 2007 | Nach dir kommt nichts            | Tokio Hotel      | Co-Komponist, Co-Produzent |
| 2008 | Nach oben                        | Christian Venus  | Co-Komponist               |
| 1995 | Never Can Stop „Bed & Breakfast“ | Bed & Breakfast  | Co-Komponist, Co-Produzent |
| 1996 | Nobody                           | Bed & Breakfast  | Co-Komponist               |
| 2013 | Nobody’s Perfect                 | Chris Brown      | Co-Komponist, Co-Produzent |
| 2006 | Not to Love You                  | Mike Leon Grosch | Co-Komponist               |
| 2005 | Nothing Until I Got You          | Patrick Nuo      | Co-Komponist, Co-Produzent |

## O
| Jahr | Titel                  | Interpret   | Funktion                   |
| ---- | ---------------------- | ----------- | -------------------------- |
| 2007 | One Way Ticket to Haze | Patrick Nuo | Co-Komponist, Co-Produzent |

## P
| Jahr | Titel    | Interpret       | Funktion     |
| ---- | -------- | --------------- | ------------ |
| 2008 | Paradies | Neil Hickethier | Co-Produzent |

## R
| Jahr | Titel                  | Interpret   | Funktion                   |
| ---- | ---------------------- | ----------- | -------------------------- |
| 2005 | Radio Sun              | Patrick Nuo | Co-Komponist, Co-Produzent |
| 2003 | Rainbow Love           | Patrick Nuo | Co-Komponist, Co-Produzent |
| 2003 | Reanimate              | Patrick Nuo | Co-Komponist, Co-Produzent |
| 2011 | Reconnect              | Aura Dione  | Co-Komponist, Co-Produzent |
| 2007 | Reden                  | Tokio Hotel | Co-Komponist, Co-Produzent |
| 1997 | Remember Summertime    | Sqeezer     | Co-Komponist               |
| 2005 | Rette mich / Rescue Me | Tokio Hotel | Co-Komponist, Co-Produzent |
| 2011 | Rock Me                | Melanie C   | Co-Komponist               |
| 2014 | Run Run Run            | Tokio Hotel | Co-Komponist               |

## S
| Jahr | Titel                               | Interpret               | Funktion                   |
| ---- | ----------------------------------- | ----------------------- | -------------------------- |
| 2002 | Sad into Unsad                      | Jan Sievers             | Co-Komponist, Co-Produzent |
| 1996 | Save My Heart                       | Bed & Breakfast         | Co-Komponist               |
| 2005 | Schrei / Scream                     | Tokio Hotel             | Co-Komponist, Co-Produzent |
| 2003 | Schulfrei                           | Die Lollipops           | Co-Komponist               |
| 2005 | Schwarz                             | Tokio Hotel             | Co-Komponist, Co-Produzent |
| 2009 | Screamin’                           | Tokio Hotel             | Co-Komponist, Co-Produzent |
| 2008 | Seemann                             | Neil Hickethier         | Co-Komponist, Co-Produzent |
| 2004 | She’s Like the Wind                 | Patrick Nuo             | Co-Produzent               |
| 2003 | Silence Broke the Ice               | Patrick Nuo             | Co-Komponist, Co-Produzent |
| 2005 | Someday                             | Patrick Nuo             | Co-Komponist, Co-Produzent |
| 2009 | Sonnensystem / Dark Side of the Sun | Tokio Hotel             | Co-Komponist, Co-Produzent |
| 2007 | Spring nicht / Don’t Jump           | Tokio Hotel             | Co-Komponist, Co-Produzent |
| 1998 | Sqeezer Party                       | Sqeezer                 | Co-Komponist               |
| 2008 | Sterne von oben                     | Neil Hickethier         | Co-Komponist, Co-Produzent |
| 2007 | Stich ins Glück / On the Edge       | Tokio Hotel             | Co-Komponist, Co-Produzent |
| 2014 | Stormy Weather                      | Tokio Hotel             | Co-Komponist               |
| 2010 | Strange                             | Tokio Hotel feat. Kerli | Co-Komponist, Co-Produzent |
| 1998 | Summertime                          | Sqeezer                 | Co-Komponist               |
| 2011 | Summertrain                         | Greyson Chance          | Co-Komponist, Co-Produzent |
| 2005 | Superglue                           | Patrick Nuo             | Co-Komponist, Co-Produzent |

## T
| Jahr | Titel                                  | Interpret          | Funktion                   |
| ---- | -------------------------------------- | ------------------ | -------------------------- |
| 1996 | Take It to the Limit                   | Bed & Breakfast    | Co-Komponist               |
| 2004 | Take Me to the Moon                    | Patrick Nuo        | Co-Produzent               |
| 1997 | Tamagotchi (Tschoopapa…)               | Sqeezer            | Co-Komponist               |
| 2009 | That Day                               | Tokio Hotel        | Co-Komponist, Co-Produzent |
| 2003 | The Air That I Breathe                 | Patrick Nuo        | Co-Komponist, Co-Produzent |
| 2007 | The Beginning                          | Ian O’Brien-Docker | Co-Komponist               |
| 2014 | The Heart Get No Sleep                 | Tokio Hotel        | Co-Komponist, Co-Produzent |
| 2014 | The Heart Wants What It Wants          | Selena Gomez       | Co-Komponist               |
| 2012 | The Way I Like It                      | Mandy Capristo     | Co-Komponist, Co-Produzent |
| 1996 | There Is No Time                       | Bed & Breakfast    | Co-Komponist               |
| 2003 | This Ain’t Over                        | Patrick Nuo        | Co-Komponist, Co-Produzent |
| 2003 | To Be Continued…                       | Patrick Nuo        | Co-Komponist, Co-Produzent |
| 2007 | Too Late (To Save It with a Love Song) | Patrick Nuo        | Co-Produzent               |
| 2007 | Totgeliebt / Love Is Dead              | Tokio Hotel        | Co-Komponist, Co-Produzent |
| 2009 | Träumer / Love & Death                 | Tokio Hotel        | Co-Komponist, Co-Produzent |
| 1998 | Turn Me Upside Down                    | Sqeezer            | Co-Komponist               |

## U
| Jahr | Titel                                 | Interpret       | Funktion                   |
| ---- | ------------------------------------- | --------------- | -------------------------- |
| 2007 | Übers Ende der Welt / Ready, Set, Go! | Tokio Hotel     | Co-Komponist, Co-Produzent |
| 2005 | Unconditional                         | Patrick Nuo     | Co-Komponist, Co-Produzent |
| 2004 | Undone                                | Patrick Nuo     | Co-Komponist, Co-Produzent |
| 2005 | Unendlichkeit                         | Tokio Hotel     | Co-Produzent               |
| 2008 | Unglaublich                           | Christian Venus | Co-Komponist               |
| 2003 | Unknown Girl                          | Patrick Nuo     | Co-Komponist, Co-Produzent |
| 2005 | Unohdit tulla takaisin                | Kirka           | Co-Komponist               |
| 2005 | Unperfect                             | Patrick Nuo     | Co-Komponist, Co-Produzent |

## V
| Jahr | Titel                                  | Interpret       | Funktion                   |
| ---- | -------------------------------------- | --------------- | -------------------------- |
| 2007 | Vergessene Kinder / Forgotten Children | Tokio Hotel     | Co-Komponist, Co-Produzent |
| 2008 | Versprich mir                          | Neil Hickethier | Co-Komponist, Co-Produzent |

## W
| Jahr | Titel                         | Interpret       | Funktion                   |
| ---- | ----------------------------- | --------------- | -------------------------- |
| 1998 | Wake Up!                      | Sqeezer         | Co-Komponist               |
| 2006 | Watchin’ Over You             | Patrick Nuo     | Co-Komponist, Co-Produzent |
| 2003 | Welcome (To My Little Island) | Patrick Nuo     | Co-Komponist, Co-Produzent |
| 2013 | Wenn du liebst                | Adel Tawil      | Co-Komponist               |
| 2005 | Wenn nichts mehr geht         | Tokio Hotel     | Co-Komponist, Co-Produzent |
| 2005 | What About Us                 | Patrick Nuo     | Co-Komponist, Co-Produzent |
| 2007 | What Am I Gonna Do            | Patrick Nuo     | Co-Komponist, Co-Produzent |
| 1995 | What Goes Up Must Come Down   | Bed & Breakfast | Co-Komponist               |
| 2007 | What I Just Can’t Have        | Patrick Nuo     | Co-Komponist, Co-Produzent |
| 2011 | What It’s Like                | Aura Dione      | Co-Komponist, Co-Produzent |
| 2007 | Whatever It Will Take         | Patrick Nuo     | Co-Komponist, Co-Produzent |
| 1996 | When I Think of You           | Bed & Breakfast | Co-Komponist               |
| 2004 | Where Is Your Love            | Benjamin Boyce  | Co-Komponist               |
| 2006 | Who’s Savin’ Me               | Patrick Nuo     | Co-Komponist, Co-Produzent |
| 2008 | Wie du bist                   | Neil Hickethier | Co-Komponist, Co-Produzent |
| 2008 | Wie im Film                   | Christian Venus | Co-Komponist               |
| 2006 | Wintersleep                   | Patrick Nuo     | Co-Komponist, Co-Produzent |
| 2006 | Wir schliessen uns ein        | Tokio Hotel     | Co-Komponist, Co-Produzent |
| 2007 | Wir sterben niemals aus       | Tokio Hotel     | Co-Produzent               |
| 1996 | With Every Beat of My Heart   | Bed & Breakfast | Co-Komponist               |
| 1998 | Without You                   | Sqeezer         | Co-Komponist               |
| 2007 | Wo sind eure Hände            | Tokio Hotel     | Co-Komponist, Co-Produzent |

## Y
| Jahr | Titel                | Interpret       | Funktion                   |
| ---- | -------------------- | --------------- | -------------------------- |
| 2007 | You and I            | Patrick Nuo     | Co-Komponist, Co-Produzent |
| 1996 | You and Me           | Bed & Breakfast | Co-Komponist               |
| 2005 | You Can Make Me Feel | Patrick Nuo     | Co-Komponist, Co-Produzent |
| 1996 | You Said             | Bed & Breakfast | Co-Komponist               |

## Z
| Jahr | Titel               | Interpret   | Funktion                   |
| ---- | ------------------- | ----------- | -------------------------- |
| 2009 | Zoom / Zoom into Me | Tokio Hotel | Co-Komponist, Co-Produzent |